# Capture (Band)
Capture (bis 2017: Capture the Crown) ist eine 2010 gegründete Metalcore-Band aus Sydney, Australien.

## Geschichte
Capture wurde im Jahr 2010 von Blake Ellis (E-Gitarre), Jye Menzies (E-Gitarre) und Jeffrey Wellfare (Gesang) als Capture the Crown in Sydney gegründet. Schlagzeuger Tyler March wurde ebenso wie Bassist Kris Sheehan 2011 in die Band integriert.
Am 3. Dezember 2012 unterschrieb die Gruppe einen Vertrag bei Sumerian Records. Am 18. Dezember 2012 wurde das Debütalbum ’Til Death weltweit veröffentlicht. An diesem Album wirkten Cameron Mizell und Joey Sturgis mit.
Im Jahr 2013 tourte die Gruppe vermehrt in den Vereinigten Staaten, darunter als Vorband für Of Mice & Men, Every Time I Die, Chelsea Grin, Like Moths to Flames und Hawthorne Heights. Es war geplant eine EP mit dem Namen All Hype All Night zu veröffentlichen, jedoch ist diese EP nie erschienen, auch wenn mit Rebearth bereits eine Single veröffentlicht wurde. Grund ist, dass Sumerian Records die Band wegen musikalisch-kreativen Differenzen gedroppt hat.
Eine angekündigte Tournee durch das Vereinigte Königreich wurde abgesagt. Dafür kündigte die Gruppe ein Crowdfunding-Projekt zur Finanzierung der Produktionskosten für eine neue EP an. Am Ende der Kampagne konnte die Gruppe 22.000 USD sammeln und die EP produzieren. Diese heißt Live Life und wurde Anfang 2014 veröffentlicht. Blake Ellis verließ die Gruppe Ende 2013 und wurde durch Maurice Morfaw am Bass ersetzt.
Am 9. April 2014 wurde bekannt, dass die Gruppe einen Plattenvertrag bei Artery Recordings unterschrieben habe. Am 2. Juni 2014 kündigte die Gruppe ihr zweites Album, Reign of Terror, für den 5. August 2014 an. Im Juli und August 2014 folgte eine Tournee durch die USA mit Chiodos, Blessthefall und I Killed the Prom Queen. Im Oktober erfolgte der Ausstieg von Gitarrist Jye Menzies und Schlagzeuger Tyler March. Wenige Tage später gab auch Kris Sheehan den Ausstieg aus der Band bekannt. In einem Statement wurden Maurice Morfaw (E-Bass), Ryan Seretti (Schlagzeug) und Kyle Devaney (E-Gitarre) als neue Bandmitglieder vorgestellt. Morfaw spielte bereits Ende 2013 bei Capture the Crown.
Anfang 2017 erschien die neue Single Lost Control, weiterhin kündigte die Gruppe eine USA Tour an. Ende März wurde angekündigt, dass die Gruppe ihren Bandnamen in Capture geändert habe.

## Diskografie

### Alben
- 2012: ’Til Death (Sumerian Records)
- 2014: Reign of Terror (Artery Recordings)
- 2019: Lost Control (Artery Recordings)

### EPs
- 2014: Live Life

### Singles
- 2017: Lost Control
- 2017: Dingbats